# Litigio del campo de hielo patagónico sur

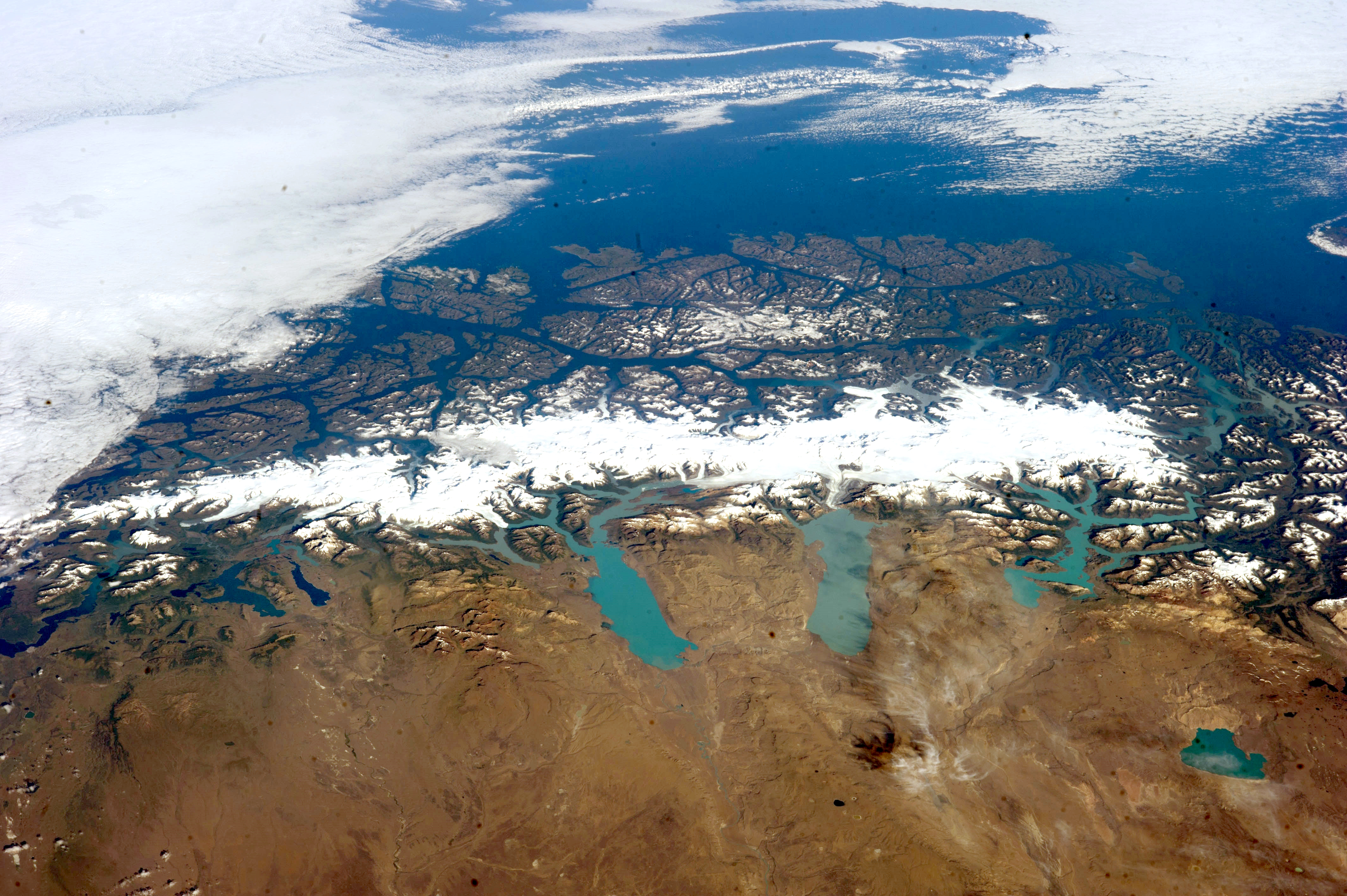
Vista aérea del campo de hielo Patagónico Sur

El litigio del campo de hielo patagónico sur es un diferendo limítrofe entre la Argentina y Chile sobre el trazado de la línea fronteriza entre ambos países sobre el campo de hielo Patagónico Sur, una gran extensión de glaciares situada en los Andes patagónicos, que constituye el mayor campo de hielo de carácter continental no polar y con acceso terrestre. Se lo denomina hielos continentales en Argentina y campo de hielo sur en Chile, para diferenciarlo del campo de hielo norte. En la actualidad, la frontera argentino-chilena en dicho sector aún continua pendiente ser definida, según el acuerdo de 1998 entre ambos países, que, entre otras cosas, obliga a dejar un recuadro con la leyenda de límite pendiente en la cartografía de ambos países. La frontera original fue definida 100 años antes, el 1 de octubre de 1898, por peritos de ambos países.

## Historia

### Delimitación

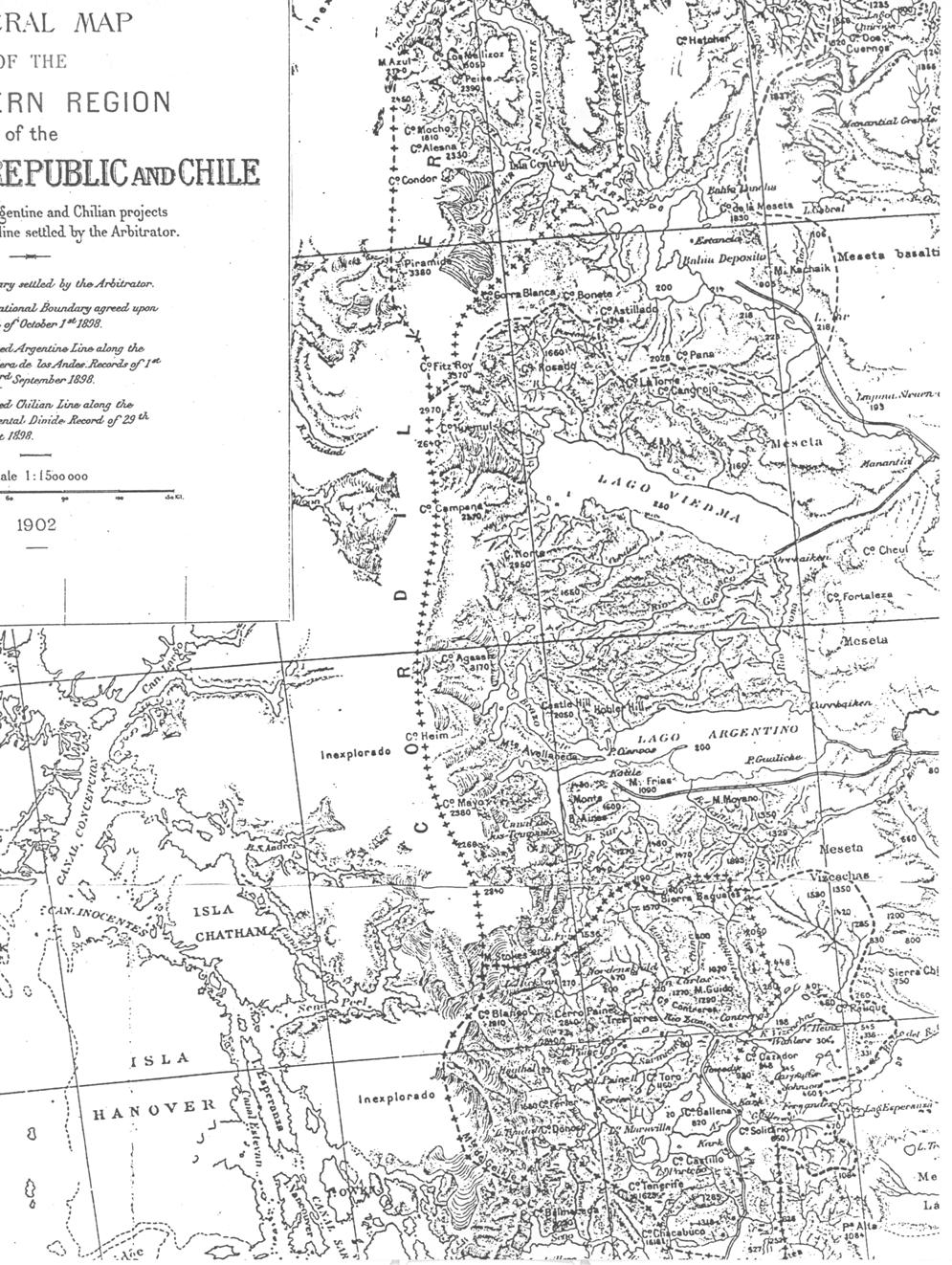
Mapa del laudo de 1902 entre Argentina y Chile en la zona del Campo de Hielo Patagónico Sur (la cual no se vio afectada por el laudo).

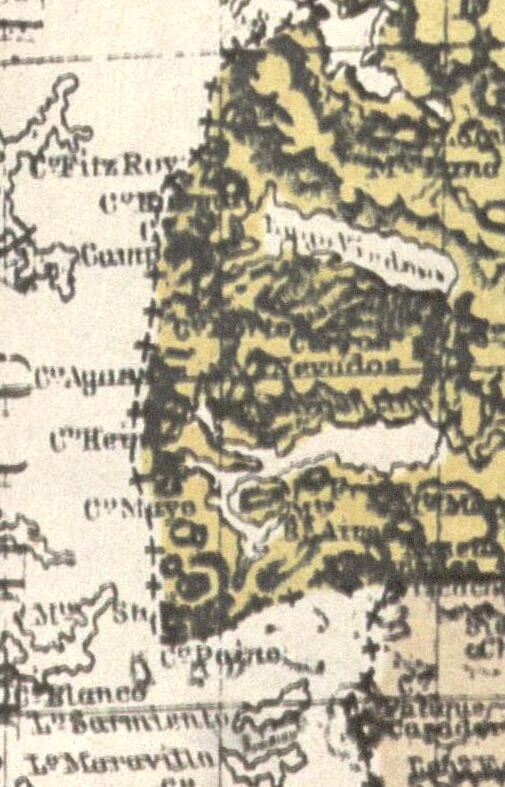
Mapa argentino de 1912 mostrando hitos del límite histórico acordados por los peritos de Argentina y Chile, Fitz Roy, Huemul, Campana, Agassiz, Heim, Mayo y Stokes.

El área fue delimitada mediante el Tratado de 1881 entre Argentina y Chile:

Artículo 1º. El límite entre Chile y la República Argentina es, de Norte a Sur, hasta el paralelo cincuenta y dos de latitud, la Cordillera de los Andes. La línea fronteriza correrá en esa extensión por las cumbres más elevadas de dicha Cordillera que dividan las aguas y pasará por entre las vertientes que se desprenden a un lado y otro. Las dificultades que pudieran suscitarse por la existencia de ciertos valles formados por la bifurcación de la Cordillera y en que no sea clara la línea divisoria de las aguas, serán resueltas amistosamente por dos Peritos nombrados uno de cada parte. En caso de no arribar éstos a un acuerdo, será llamado a decidirlas un tercer Perito designado por ambos Gobiernos. De las operaciones que practiquen se levantará una acta en doble ejemplar, firmada por los dos Peritos, en los puntos en que hubieren estado de acuerdo y además por el tercer Perito en los puntos resueltos por éste. Esta acta producirá pleno efecto desde que estuviere suscrita por ellos y se considerará firme y valedera sin necesidad de otras formalidades o trámites. Un ejemplar del acta será elevado a cada uno de los Gobiernos.

El 20 de agosto de 1888 se suscribió un convenio para llevar a cabo la demarcación de los límites de acuerdo al tratado de 1881, nombrándose a los peritos Diego Barros Arana por Chile y Octavio Pico Burgess por la Argentina. En 1892 Barros Arana expuso su tesis según la cual el Tratado de 1881 había fijado el límite en el divortium aquarum continental, lo que fue rechazado por el perito argentino.
Los expertos han demostrado que siempre es conveniente tomar como apoyo del límite la montaña y no la divisoria de aguas. Rey Balmaceda relata una anécdota del Perito Moreno, quien desvió el curso del río Fénix, con la ayuda de una cuadrilla de peones, para que este dejara de dirigirse al Pacífico y pasara a engrosar las aguas del río Deseado. Con esto Moreno quería demostrar que la verdadera base para trazar una línea sólida y eficiente son las montañas y no el curso de las aguas.
Debido a que surgieron diferencias en varios puntos de la frontera en la que los peritos no se pusieron de acuerdo, la demarcación se suspendió en febrero de 1892, hasta que se suscribió el Protocolo de Límites de 1893, que en su artículo 1 dispone:

Estando dispuesto por el artículo Primero del Tratado de 23 de julio de 1881, que "el límite entre Chile y la República Argentina es de Norte a Sur hasta el paralelo 52 de latitud, la Cordillera de los Andes", y que "la línea fronteriza correrá por las cumbres más elevadas de dicha Cordillera, que dividan las aguas, y que pasará por entre las vertientes que se desprenden a un lado y a otro", los Peritos y las Sub-comisiones tendrán este principio por norma invariable de sus procedimientos. Se tendrá, en consecuencia, a perpetuidad, como de propiedad y dominio absoluto de la República Argentina, todas las tierras y todas las aguas, a saber: lagos, lagunas, ríos y partes de ríos, arroyos, vertientes que se hallen al oriente de la línea de las más elevadas cumbres de la Cordillera de los Andes que dividan las aguas, y como de propiedad y dominio absoluto de Chile todas las tierras y todas las aguas, a saber: lagos, lagunas, ríos, y partes de ríos, arroyos, vertientes, que se hallen al occidente de las más elevadas cumbres de la Cordillera de los Andes que dividan las aguas.

Este protocolo reviste especial importancia, pues el retroceso de los glaciares podría permitir que fiordos del Pacífico penetraran en territorio argentino.
En enero de 1894 el perito chileno declaró que entendía que el encadenamiento principal de los Andes era la línea no interrumpida de cumbres que dividen las aguas y que forman la separación de las hoyas o regiones hidrográficas tributarias del Atlántico por el oriente y del Pacífico por el occidente. El perito argentino Norberto Quirno Costa (reemplazante de Pico) respondió que ellos no tenían facultades para definir que significaba encadenamiento principal de los Andes ya que sólo eran demarcadores.
En abril de 1896 se firmó el Acuerdo para facilitar las operaciones de deslinde territorial, que designó al monarca británico para laudar en caso de desacuerdos.

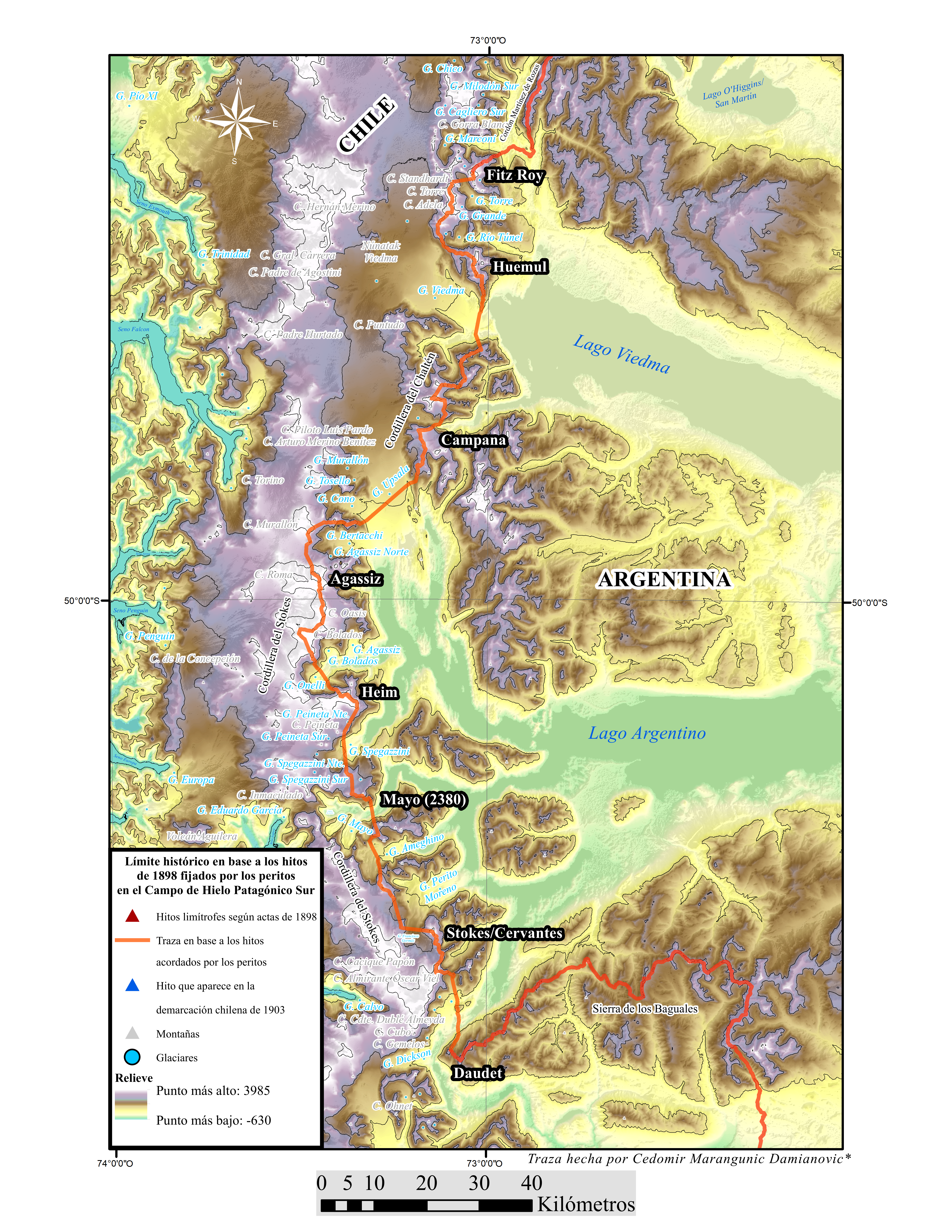
Límite en base a los hitos de 1898 fijados por los peritos en el Campo de Hielo Patagónico Sur

En el acta de 1 de octubre de 1898, firmada por Barros Arana y Francisco Pascasio Moreno (reemplazante de Quirno Costa, quien renunció en septiembre de 1896) y por sus ayudantes Clemente Onelli (argentino) y Alejandro Bertrand (chileno), los peritos:

concuerdan con los puntos y trechos señalados (…) 331 y 332 (…), resuelven aceptarlos como formando parte de la línea
divisoria (…) entre la República Argentina y la República de Chile (...)

En el mapa adjunto, el punto 331 es el monte Fitz Roy y el 332, el monte Stokes, quedando acordado ambos como hitos fronterizos, aunque el primero no se encuentra sobre la divisoria de aguas y fue tomado como un hito natural. Como los peritos no accedieron a la zona, establecieron la salvedad de que si el principio geográfico no corría por donde ellos habían supuesto que corría, podía haber modificaciones.
Al no ponerse de acuerdo los peritos sobre distintos trechos de la frontera, se decidió en 1898 recurrir al artículo VI párrafo 2 del Tratado de Límites de 1881 y solicitar a la reina Victoria del Reino Unido una sentencia arbitral en la cuestión, quien designó tres jueces británicos. En 1901 uno de los jueces, el coronel Thomas Holdich, viajó a estudiar las zonas en litigio.
El gobierno argentino sostuvo que el límite debía ser esencialmente una frontera orográfica por las más altas cumbres de la cordillera de los Andes y el gobierno chileno sostuvo la divisoria continental de aguas. El tribunal consideró que el lenguaje del tratado de 1881 y del protocolo de 1893 era ambiguo y susceptible de varias interpretaciones, siendo irreconciliables las dos posiciones.
El 20 de mayo de 1902 dictó el rey Eduardo VII la sentencia que dividía los territorios de las cuatro secciones en disputa dentro de los límites definidos por las reclamaciones extremas en ambos lados y designaba un oficial británico para que demarcara cada sección en el verano de 1903. El laudo no se expidió sobre el campo de hielos, pues en su artículo III sentenció:

Desde el monte Fitz Roy al monte Stokes la línea de frontera ha sido ya determinada.

El laudo consideró así que en esa zona las altas cumbres son divisorias de aguas y por lo tanto no había disputa. Desde 1898 la demarcación del límite de acuerdo a las actas en el campo de hielo, entre los dos montes señalados, se definió sobre los siguientes hitos montañosos y su continuidad natural: Fitz Roy, Torre, Huemul, Campana, Agassiz, Heim, Mayo y Stokes. En 1916 el cordón Mariano Moreno fue visitado por una expedición y bautizado como tal, sin embargo, Francisco Pascasio Moreno ya conocía de su existencia desde antes.
| Hito                      | Coordenadas (GMS)              | Coordenadas (decimales)                          |
| ------------------------- | ------------------------------ | ------------------------------------------------ |
| Fitz Roy                  | 49°16′17.02″ S, 73°02′36.80″ O | 49°16′17″S 73°02′37″O / -49.271394, -73.043556   |
| Huemul                    | 49°25′21.59″ S, 73°02′08.57″ O | 49°25′22″S 73°02′09″O / -49.4226639, -73.0357139 |
| Campana                   | 49°42′42.38″ S, 73°10′56.81″ O | 49°42′42″S 73°10′57″O / -49.7117722, -73.1824472 |
| Agassiz                   | 49°57′34.19″ S, 73°27′16.71″ O | 49°57′34″S 73°27′17″O / -49.9594972, -73.4546417 |
| Heim                      | 50°09′49.55″ S, 73°22′12.64″ O | 50°09′50″S 73°22′13″O / -50.1637639, -73.3701778 |
| Mayo 2380                 | 50°20′35.25″ S, 73°19′16.45″ O | 50°20′35″S 73°19′16″O / -50.343125, -73.3212361  |
| Stokes (actual Cervantes) | 50°34′12.17″ S, 73°08′47.92″ O | 50°34′12″S 73°08′48″O / -50.5700472, -73.1466444 |

### Demarcación

Disputa territorial entre Chile y Argentina sobre el Campo de hielo Patagónico Sur antes de 1994

En 1941 se firmó el protocolo relativo a la reposición de hitos en la frontera argentino chilena, creando la Comisión Mixta de Límites (COMIX), formada por técnicos de ambos países. Esos técnicos deben encargarse de la demarcación de la frontera sobre la base de los criterios establecidos por el tratado de 1881 y el protocolo de 1893.
El 29 de agosto de 1990 los presidentes Carlos Saúl Menem y Patricio Aylwin suscribieron la Declaración de Santiago, en la cual se instruyó a la Comisión Mixta de Límites para acelerar los trabajos de demarcación y emitir un informe sobre las cuestiones pendientes de demarcación. 
El 12 de septiembre de 1990, la Comisión Mixta, a través del Acta N.º 132 definió los 24 puntos que faltaban demarcar en la frontera. El 10 y el 12 de febrero la Comisión se reunió en Punta Arenas, logrando resolver 22 de las 24 áreas sin demarcar.
En Chile se adujo posteriormente que los peritos identificaron en 1898 como cumbres intermedias entre los cerros Fitz Roy y Stokes a: Torre, Huemul, Campana, Murallón, Agassiz (Antiguo Bertrand), Bolados, Peineta y Mayo. El Stokes de 1898 fue considerado para ser el Cervantes. Dando carácter definitivo a lo que ellos vieron de acuerdo a las técnicas y conocimientos de su época. Con una carta del Instituto Geográfico Militar de 1972 a escala 1:50.000, determinaron que la línea debía ser trazada desde el Fitz Roy por: cordón Adela (cerros Torre, Ñato y Grande), Doblado, Huemul, Campana, Murallón, Cono, Agassiz (Antiguo Bertrand), Oasis, Bolados, Peineta, Mayo, Cervantes, cordón Piedrabuena, Cubo y de allí al Daudet.
En la Argentina se adujo que la demarcación debía hacerse por las más altas cumbres que dividan aguas, de acuerdo a lo acordado en 1881 y con las técnicas más modernas disponibles para determinarlo. Tomando como referencia 6 cartas del Instituto Geográfico Nacional confeccionadas entre 1981 y 1991 a escala 1:100.000, determinaron que la línea debía ser trazada desde el Fitz Roy hasta un punto sobre el cordón Mariano Moreno, desde donde se sigue el criterio de las altas cumbres divisorias de aguas por los cerros: Murallón, Torino Este, Roma, Bolados, Onelli Central, un pico de 2.130 m, Cordón Malaspina, los dos cerros Inmaculados, cordón Dos Codos, cordón Pietrobelli, un cerro del cordón Piedrabuena, Cubo y Stokes. 
Los cerros Murallón y Bolados eran los dos únicos puntos en común de ambas trazas pretendidas.
El 2 de agosto de 1991 los presidentes Menem y Aylwin firmaron un acuerdo para trazar una línea poligonal para dividir equitativamente el territorio en disputa desde el cerro Fitz Roy hasta el monte Stokes, dejando de lado lo acordado en 1881 y 1893.
La poligonal comenzaba en el Fitz Roy, seguía en línea recta hacia el oeste hasta un punto innominado (2584 m de altura), luego atravesaba el glaciar Viedma hasta el cerro Puntudo y continuaba por los cerros Capitán Muñoz, Torino Este, Roma, Tomek, Inmaculado, Dos Picos, Teniente Feilberg, Gemelos, otro cerro al oeste, Stokes y Daudet. Todos los puntos quedaban unidos por líneas rectas.
En su presentación al congreso del 27 de febrero de 1992, el ministro argentino Guido Di Tella argumentó que la poligonal se había acordado por la imposibilidad geofísica para determinar donde están las altas cumbres que dividen aguas.
La poligonal no fue aceptada por los Congresos de los dos países. En la Argentina se alegó la pérdida de 1057 km² del Parque nacional Los Glaciares y en Chile se alegó la pérdida de 1238 km² del Parque nacional Bernardo O'Higgins en caso de aprobarse la línea.

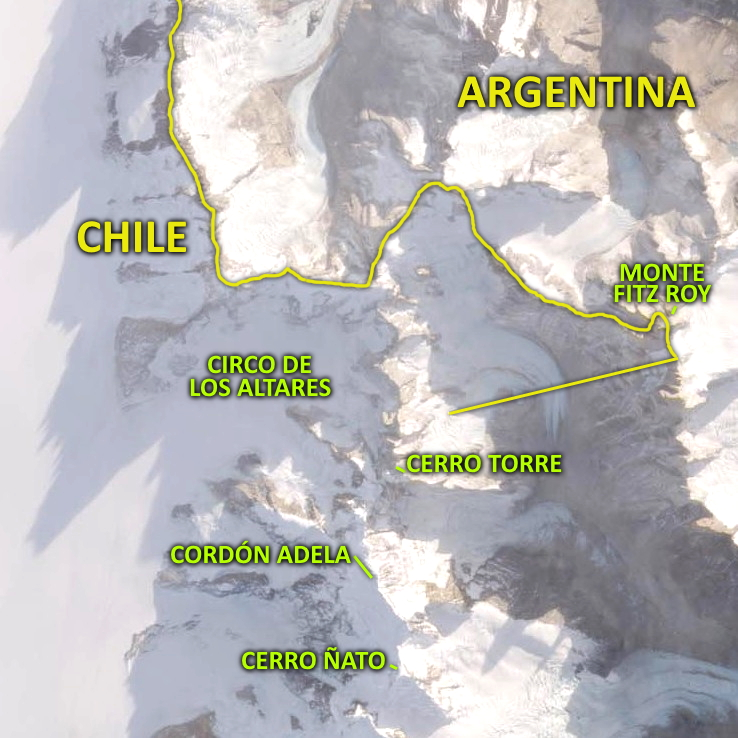
El fallo convirtió al Circo de los Altares en el único acceso de Chile al Monte Fitz Roy.

En 1994 se resolvió la disputa de la Laguna del Desierto que involucraba parte del territorio del campo de hielo, un tribunal internacional adjudicó casi la totalidad de la zona a Argentina. Tras una apelación denegada en 1995, Chile aceptó el laudo. Desde entonces, Chile cuenta con un pequeño corredor de acceso al Monte Fitz Roy y el Paso Marconi fue definido como paso fronterizo internacional.

## Acuerdo

En este mapa se muestra la sección A y B del acuerdo.

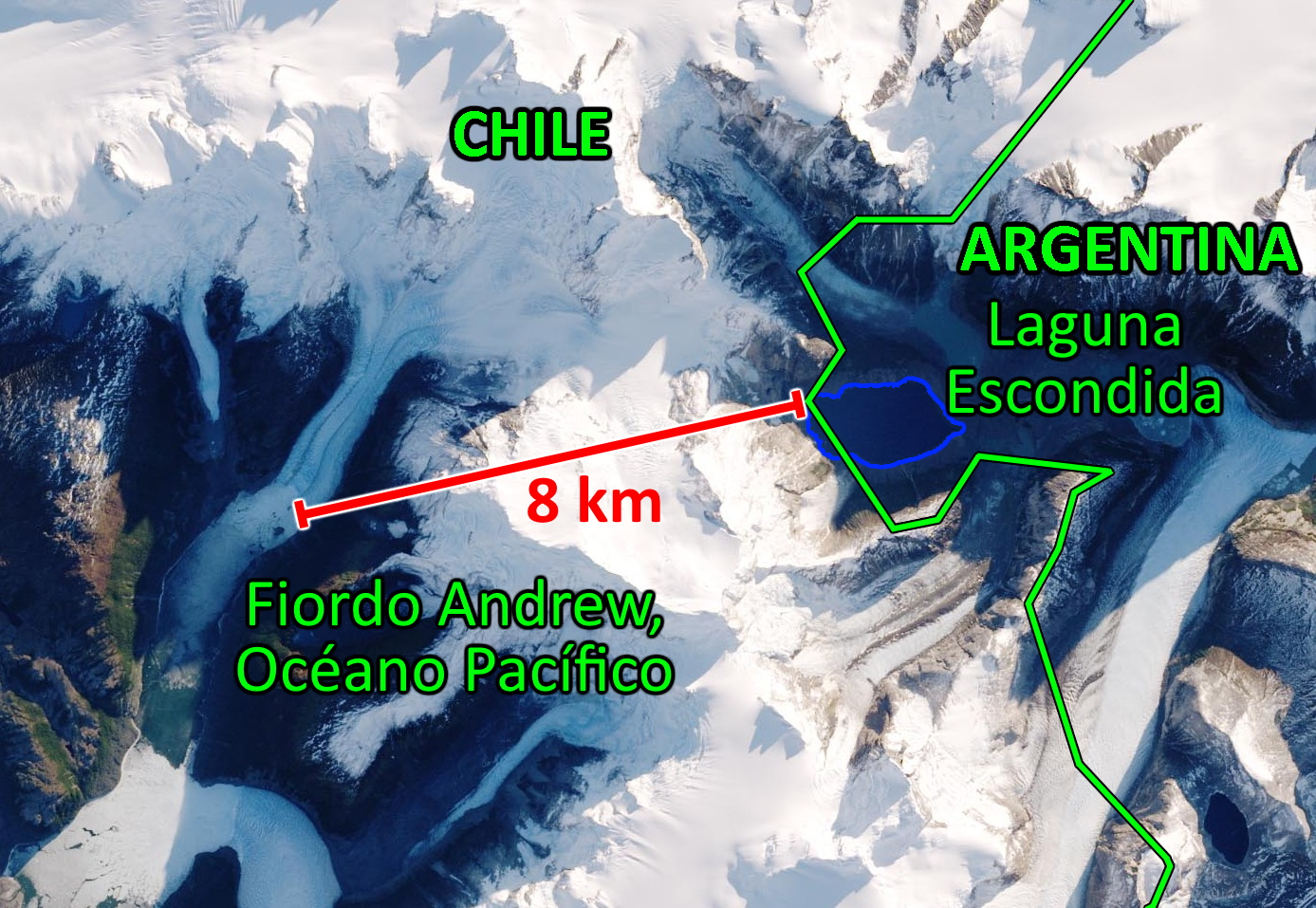
La zona de laguna Escondida es un punto en donde el límite quedaría de tal forma en que Argentina está a 8 kilómetros del seno Andrew del océano Pacífico.

El 16 de diciembre de 1998 se firmó el Acuerdo para precisar el recorrido del límite desde el Monte Fitz Roy hasta el Cerro Daudet para reemplazar la poligonal propuesta. El acuerdo mantiene lo firmado en el Tratado de 1881, altas cumbres que dividen aguas y se respeta la divisoria continental de aguas, excepto en algunos sectores en donde se trazan rectas. También se mantiene el acceso para Chile al monte Fitz Roy, y para la Argentina al monte Stokes.
El territorio alcanzado por el Acuerdo se divide en dos sectores:
- Sección A: desde el cerro Murallón hasta el cerro Daudet. La línea del límite queda determinada de la siguiente manera: partiendo desde el Cerro Murallón la línea sigue la divisoria de aguas que pasa por los cerros Torino Este, Bertrand-Agassiz Norte (Roma), Agassiz Sur (Oasis), Bolados, Onelli Central, Spegazzini Norte y Spegazzini Sur. Luego la línea prosigue mediante segmentos de recta que unen, sucesivamente, los puntos señalados con las letras A, B, C, D, E, F, G, H, I y J. Entre J y K sigue la divisoria de aguas, luego por rectas uniendo los puntos L y M. Continúa por la divisoria de aguas hasta N, desde donde continúa por la divisoria de aguas por los cerros Pietrobelli, Gardener, Cacique Casimiro y el punto Ñ. Luego por una recta alcanza el punto O y por otra recta llega al cerro Teniente Feilberg, sigue por la divisoria de aguas hasta el punto P, desde donde mediante segmentos de recta alcanza el punto Q, el Cerro Stokes, los puntos R, S, T y el Cerro Daudet, donde termina su recorrido.[14]

- Sección B: desde la cumbre del Monte Fitz Roy hasta el Cerro Murallón. Desde la cumbre del Monte Fitz Roy la línea descenderá por la divisoria de aguas hasta un punto de coordenadas 49°16′37″S 73°02′24″O / -49.27694, -73.04000 (Punto A). De allí proseguirá en línea recta hasta un punto situado en coordenadas 49°17′02″S 73°05′12″O / -49.28389, -73.08667 (Punto B). Luego la línea seguirá por el paralelo del lugar hacia el Occidente y será trazada de acuerdo al Protocolo sobre Reposición y Colocación de Hitos en la Frontera Chileno-Argentina del 16 de abril de 1941 y en el Plan de Trabajos y Disposiciones Generales que rige a la Comisión Mixta de Límites Chile-Argentina.

En el área determinada entre los paralelos de Latitud Sur 49º10'00" y 49º47'30" y los meridianos de Longitud Oeste 73º38'00" y 72º59'00", la Comisión Mixta de Límites Chile-Argentina deberá confeccionar una carta a escala 1:50.000 para poder demarcar el límite, en ese sector no se aplicará el Protocolo Específico Adicional sobre Recursos Hídricos Compartidos del 2 de agosto de 1991. Ese sector corresponde a un territorio rectangular que va desde pocos kilómetros al norte de la cumbre del monte Fitz Roy hasta el cerro Murallón, en el que existe un área sin definición de límites. Dentro del cual, sin embargo, el propio acuerdo definió y demarcó el límite desde el Fitz Roy hasta algunos kilómetros al sudoeste (punto B), y desde el mismo monte hacia el norte fue definido por medio del laudo arbitral de laguna del Desierto de 1994.
Se acordó que todas las aguas que fluyen hacia y desaguan por el río Santa Cruz serán consideradas a todos los efectos como recurso hídrico propio de la República Argentina. Asimismo, serán consideradas a todos los efectos como recurso hídrico propio de la República de Chile las aguas que fluyen hacia los fiordos oceánicos, comprometiéndose cada Parte a no alterar, en cantidad y calidad, los recursos hídricos exclusivos que corresponden a la otra Parte.
María Teresa Infante Caffi y José Miguel Insulza fueron algunos de los principales promotores del acuerdo dentro de Chile.

## Zona limítrofe pendiente de definición
En febrero de 2006 el presidente Ricardo Lagos apareció en una foto con el comandante en jefe de la Fuerza Aérea de Chile, general Osvaldo Sarabia, en la zona no definida, lo que causó una controversia con Argentina.
La Comisión Mixta de Límites que fue encargada por el Acuerdo para realizar los estudios geográficos y confeccionar la carta a escala 1:50 000, requisito imprescindible para llevar a cabo la demarcación en el terreno, no se había conformado aún al 30 de agosto de 2006. En esa fecha las cancillerías de ambos países emitieron comunicados, expresando el comunicado de la Cancillería argentina:

Ante las manifestaciones vertidas en un comunicado de prensa emitido por el Ministerio de Relaciones Exteriores chileno en el día de hoy relacionado con el “Acuerdo entre la República Argentina y la República de Chile para precisar el recorrido del límite desde Monte Fitz Roy hasta el cerro Daudet” del 16 de diciembre de 1998, la Cancillería argentina toma nota del interés de Chile en dar cumplimiento al referido Acuerdo y recuerda la invitación cursada por la Comisión argentina de límites a su par chilena por carta remitida el 27 de febrero de 2006 para demarcar el límite cuyo recorrido se precisa íntegramente en ese instrumento.

No habiéndose hasta la fecha recibido respuesta por parte de Chile a la citada invitación, esta Cancillería ha cursado instrucciones a la Comisión argentina de Límites Internacionales para que reitere a su contraparte la necesidad de comenzar los trabajos de demarcación lo antes posible y proponga la puesta en marcha de las primeras tareas necesarias para ello.

El cruce de comunicados se había producido a causa de la queja del gobierno de Chile respecto al no uso en mapas de la Secretaría de Turismo de Argentina del rectángulo del área no definida. El 24 de agosto de 2006 el subsecretario de turismo argentino expresó que los mapas que utilizaba el sitio web de la Secretaría de Turismo eran de carácter oficial porque estaban aprobados por el Instituto Geográfico Militar de Argentina.
En 2006, los presidentes Michelle Bachelet y Néstor Kirchner mantuvieron una reunión sobre la polémica cartográfica. Kirchner se desempeñó como gobernador de la provincia de Santa Cruz entre 1991 y 2003.
En los mapas editados en la Argentina, hasta la actualidad, se continua mostrando la región sin el rectángulo blanco, como puede verse en un mapa de Santa Cruz en un sitio web de un organismo oficial argentino.
Mientras que en los mapas chilenos oficiales y la mayoría de turísticos, se muestra el rectángulo y se aclara que el Límite no está definido de acuerdo al tratado de 1998.
Informes periodísticos indican que el 8 de enero de 2008 comenzaron a realizarse vuelos diarios en helicópteros del Ejército Argentino, basados en El Chaltén, con personal del Instituto Geográfico Nacional para realizar los estudios geográficos necesarios para levantar el mapa prescrito en el Acuerdo. Los informes indican que personal chileno actuaba como veedor, mientras que el Ejército de Chile realizaba tareas similares en otros sectores.
En 2006 y 2010, la Cancillería argentina presionó para resolver la cuestión limítrofe.
En 2018, Argentina realizó un Inventario Nacional de Hielos en el que se incluyen algunos glaciares en disputa Entre el 20 de septiembre y el 4 de octubre del mismo año, el ejército argentino se desplazó a la zona que está pendiente de definición. Esto causó polémica principalmente en Chile donde el alcalde de Villa O'Higgins denunció el hecho como una "provocación" e hizo un llamado al gobierno central de Chile a reforzar la soberanía en la zona.
Luego de que el gobierno argentino publicara su inventario de glaciares incluyendo como argentino territorio no delimitado, la cancillería chilena informó que se había enviado una nota de reclamación negando el inventario argentino. 
En 2021, el presidente chileno, Sebastián Piñera, autorizó la carta SHOA N° 8, la cual no muestra el rectángulo en la zona no definida y hace expresa la plataforma continental reclamada por Chile en el Mar de la Zona Austral. Hasta antes del decreto promulgado, y también después de este, en los mapas chilenos oficiales y también en los mapas turísticos, los mapas chilenos muestran un rectángulo aclarando que el límite no está definido de acuerdo al acuerdo de 1998. En el mapa del decreto de Piñera del 23 de agosto de dicho año no se mostró como tal y se usó la cartografía anterior a 1998. Ambos países consideran que poseen unos mil kilómetros más de hielos respecto al otro, lo que se refleja en la diferencia cartográfica.
El mismo año Argentina reclamó a Chile por la instalación de un domo por parte de CONAF (organismo estatal chileno) en el Circo de los Altares ya que la parte sur del lugar está reclamada por ambos países.